# Hedana pallida
Hedana pallida là một loài nhện trong họ Thomisidae.
Loài này thuộc chi Hedana. Hedana pallida được Ludwig Carl Christian Koch miêu tả năm 1876.